# Irina Szenberger
Irina Szenberger (ur. 20 lutego 1992 w Temyrtau) – kazachska siatkarka, grająca jako atakująca. Obecnie występuje w drużynie Metallurg.